# Hybomitra pagana
Hybomitra pagana är en tvåvingeart som först beskrevs av Fabricius 1775.  Hybomitra pagana ingår i släktet Hybomitra och familjen bromsar. Inga underarter finns listade i Catalogue of Life.